# Sainte-Colombe (Gironde)
Pour les articles homonymes, voir Sainte-Colombe.
Sainte-Colombe est une commune du Sud-Ouest de la France, située dans le département de la Gironde, en région Nouvelle-Aquitaine.

## Géographie

### Communes limitrophes
Les communes limitrophes en sont Saint-Genès-de-Castillon au nord, Gardegan-et-Tourtirac au nord-est en quadripoint, Belvès-de-Castillon à l'est, Saint-Magne-de-Castillon au sud et Saint-Étienne-de-Lisse à l'ouest.
Le quadripoint, point de la surface de la Terre qui touche quatre régions distinctes, réunit les communes de Gardegan-et-Tourtirac en son nord-est, Belvès-de-Castillon en son sud-est, Sainte-Colombe en son sud-ouest et Saint-Genès-de-Castillon en son nord-ouest.
|                        | Saint-Genès-de-Castillon | Gardegan-et-Tourtirac {\displaystyle +} (quadripoint) |
| Saint-Étienne-de-Lisse | Sainte-Colombe           | Belvès-de-Castillon                                   |
|                        | Saint-Magne-de-Castillon |                                                       |

### Climat
Pour des articles plus généraux, voir Climat de la Nouvelle-Aquitaine et Climat de la Gironde.
Historiquement, la commune est exposée à un climat océanique aquitain.  
En 2020, Météo-France publie une typologie des climats de la France métropolitaine dans laquelle la commune est exposée à un climat océanique et est dans la région climatique  Aquitaine, Gascogne, caractérisée par une pluviométrie abondante au printemps, modérée en automne, un faible ensoleillement au printemps, un été chaud (19,5 °C), des vents faibles, des brouillards fréquents en automne et en hiver et des orages fréquents en été (15 à 20 jours).
Pour la période 1971-2000, la température annuelle moyenne est de 12,7 °C, avec une amplitude thermique annuelle de 14,9 °C. Le cumul annuel moyen de précipitations est de 837 mm, avec 11,9 jours de précipitations en janvier et 7,1 jours en juillet. Pour la période 1991-2020, la température moyenne annuelle observée sur la station météorologique la plus proche, située sur la commune de Saint-Émilion à 8 km à vol d'oiseau, est de 13,9 °C et le cumul annuel moyen de précipitations est de 798,1 mm,. Pour l'avenir, les paramètres climatiques de la commune estimés pour 2050 selon différents scénarios d’émission de gaz à effet de serre sont consultables sur un site dédié publié par Météo-France en novembre 2022.

## Urbanisme

### Typologie
Au 1er janvier 2024, Sainte-Colombe est catégorisée commune rurale à habitat dispersé, selon la nouvelle grille communale de densité à sept niveaux définie par l'Insee en 2022.
Elle est située hors unité urbaine. Par ailleurs la commune fait partie de l'aire d'attraction de Libourne, dont elle est une commune de la couronne,. Cette aire, qui regroupe 24 communes, est catégorisée dans les aires de 50 000 à moins de 200 000 habitants,.

### Occupation des sols

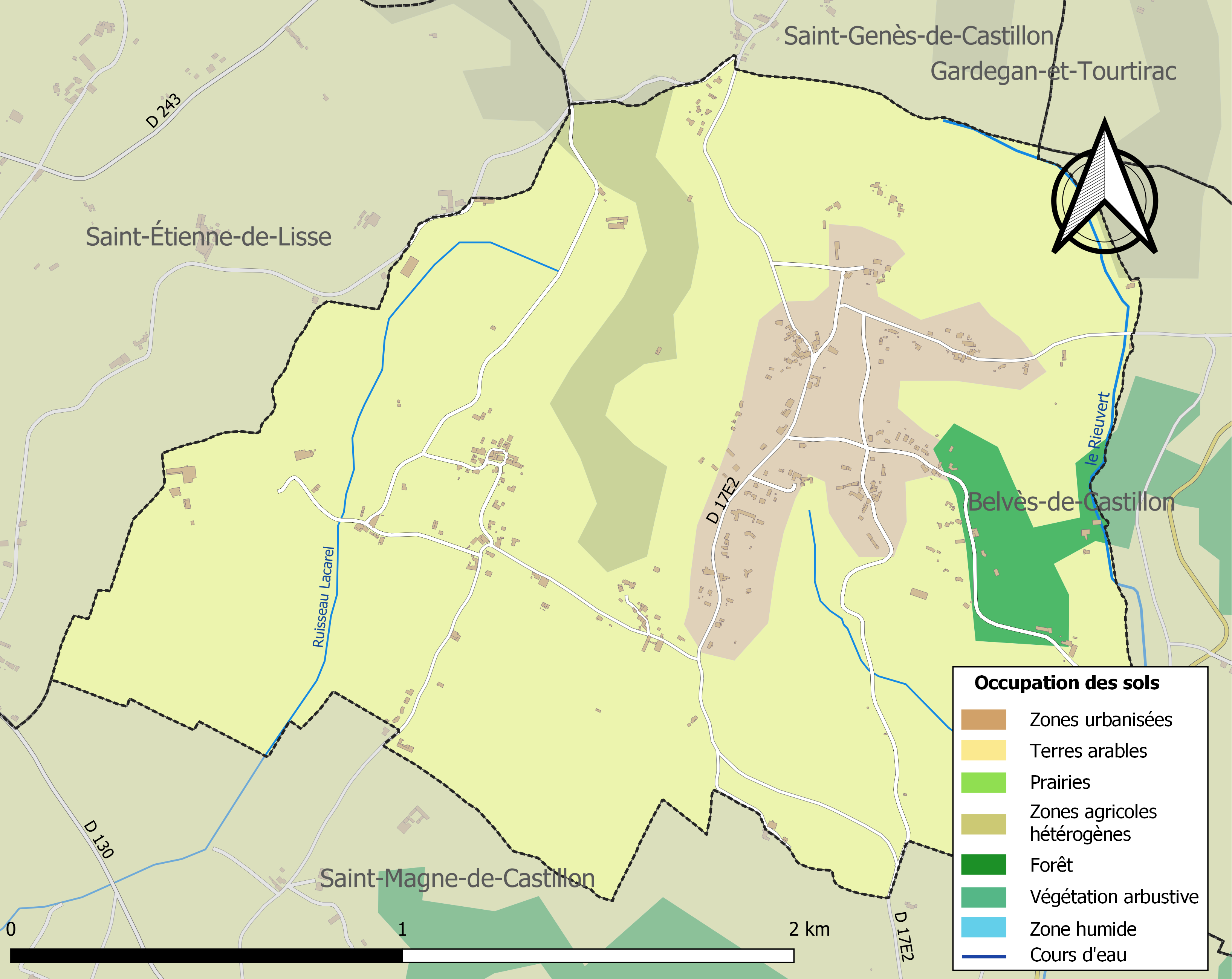
Carte des infrastructures et de l'occupation des sols de la commune en 2018 (CLC).

L'occupation des sols de la commune, telle qu'elle ressort de la base de données européenne d’occupation biophysique des sols Corine Land Cover (CLC), est marquée par l'importance des territoires agricoles (86,7 % en 2018), en diminution par rapport à 1990 (91,3 %). La répartition détaillée en 2018 est la suivante : 
cultures permanentes (81,3 %), zones urbanisées (10,1 %), zones agricoles hétérogènes (5,4 %), forêts (3,2 %). L'évolution de l’occupation des sols de la commune et de ses infrastructures peut être observée sur les différentes représentations cartographiques du territoire : la carte de Cassini (XVIIIe siècle), la carte d'état-major (1820-1866) et les cartes ou photos aériennes de l'IGN pour la période actuelle (1950 à aujourd'hui).

### Risques majeurs
Le territoire de la commune de Sainte-Colombe est vulnérable à différents aléas naturels : météorologiques (tempête, orage, neige, grand froid, canicule ou sécheresse), mouvements de terrains et séisme (sismicité très faible). Un site publié par le BRGM permet d'évaluer simplement et rapidement les risques d'un bien localisé soit par son adresse soit par le numéro de sa parcelle.
Les mouvements de terrains susceptibles de se produire sur la commune sont des affaissements et effondrements liés aux cavités souterraines (hors mines). Par ailleurs, afin de mieux appréhender le risque d’affaissement de terrain, un inventaire national permet de localiser les éventuelles cavités souterraines sur la commune.

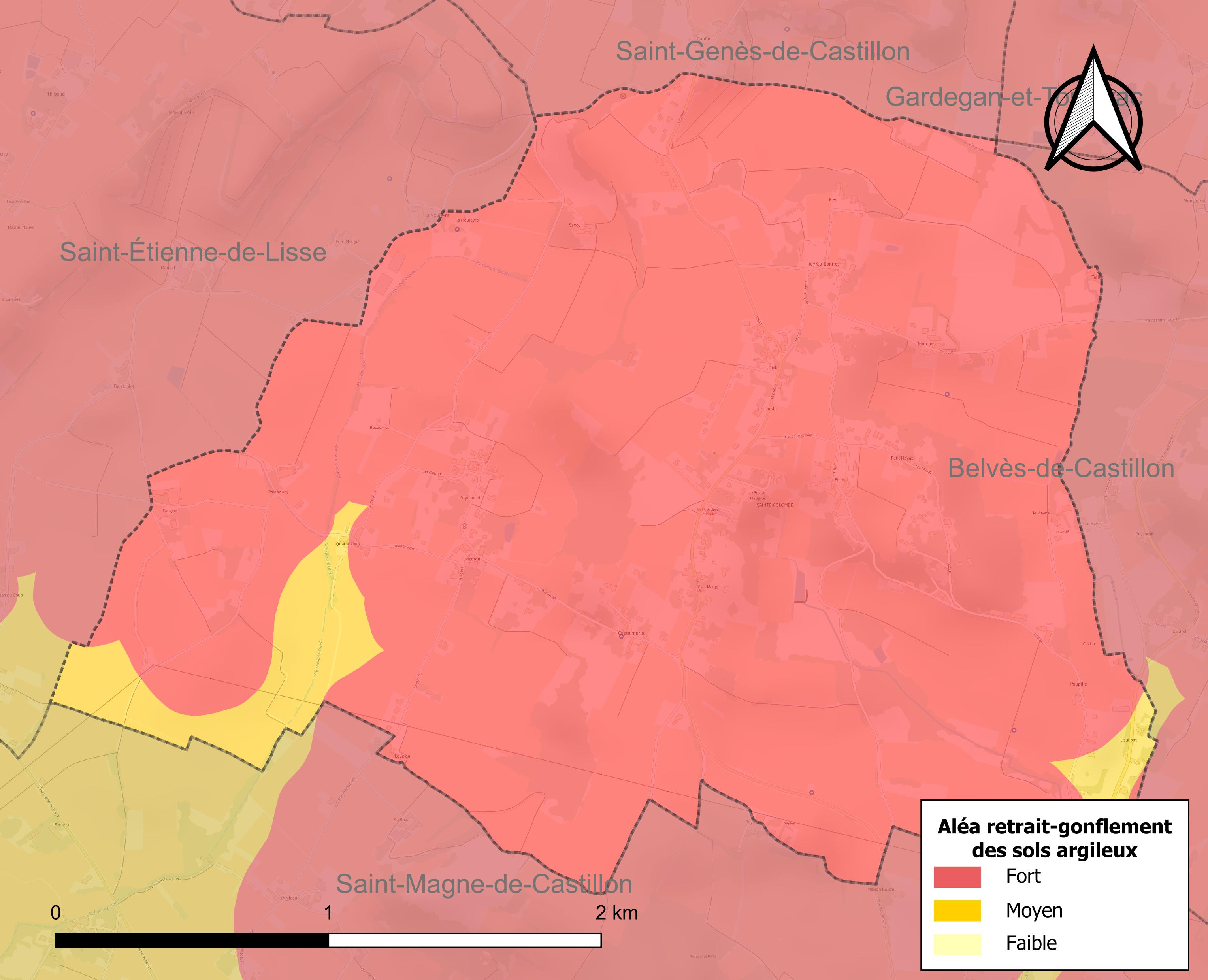
Carte des zones d'aléa retrait-gonflement des sols argileux de Sainte-Colombe.

Le retrait-gonflement des sols argileux est susceptible d'engendrer des dommages importants aux bâtiments en cas d’alternance de périodes de sécheresse et de pluie. La totalité de la commune est en aléa moyen ou fort (67,4 % au niveau départemental et 48,5 % au niveau national). Sur les 209 bâtiments dénombrés sur la commune en 2019,  209 sont en aléa moyen ou fort, soit 100 %, à comparer aux 84 % au niveau départemental et 54 % au niveau national. Une cartographie de l'exposition du territoire national au retrait gonflement des sols argileux est disponible sur le site du BRGM,.
La commune a été reconnue en état de catastrophe naturelle au titre des dommages causés par les inondations et coulées de boue survenues en 1982, 1983, 1991, 1999 et 2009, par la sécheresse en 1995, 2003, 2005 et 2011 et par des mouvements de terrain en 1999.

## Toponymie
Le nom de la commune provient de celui de sainte Colombe, martyre espagnole, morte décapitée à Sens en 273, sous la persécution de l'empereur romain Aurélien.
En gascon, le nom de la commune est Senta Coloma.

## Politique et administration
| Période                                  | Période  | Identité       | Étiquette | Qualité                                              |
| ---------------------------------------- | -------- | -------------- | --------- | ---------------------------------------------------- |
| mars 1983                                | En cours | Daniel Thibeau | SE        | Viticulteur retraité, conseiller général (1990-1994) |
| Les données manquantes sont à compléter. |          |                |           |                                                      |

## Démographie
Les habitants sont appelés les Colombins.
| 1793 | 1800 | 1806 | 1821 | 1831 | 1836 | 1841 | 1846 | 1851 |
| ---- | ---- | ---- | ---- | ---- | ---- | ---- | ---- | ---- |
| 323  | 304  | 294  | 309  | 312  | 306  | 309  | 313  | 292  |

| 1856 | 1861 | 1866 | 1872 | 1876 | 1881 | 1886 | 1891 | 1896 |
| ---- | ---- | ---- | ---- | ---- | ---- | ---- | ---- | ---- |
| 312  | 293  | 297  | 321  | 280  | 222  | 235  | 251  | 272  |

| 1901 | 1906 | 1911 | 1921 | 1926 | 1931 | 1936 | 1946 | 1954 |
| ---- | ---- | ---- | ---- | ---- | ---- | ---- | ---- | ---- |
| 251  | 270  | 255  | 245  | 265  | 263  | 281  | 246  | 270  |

| 1962 | 1968 | 1975 | 1982 | 1990 | 1999 | 2005 | 2006 | 2010 |
| ---- | ---- | ---- | ---- | ---- | ---- | ---- | ---- | ---- |
| 268  | 278  | 256  | 271  | 361  | 349  | 377  | 377  | 467  |

| 2015 | 2020 | 2022 | - | - | - | - | - | - |
| ---- | ---- | ---- | - | - | - | - | - | - |
| 421  | 423  | 424  | - | - | - | - | - | - |

## Lieux et monuments
- L'église Saint-Colombe, de fondation romane, date du XIIe siècle. L'édifice est inscrit au titre des monuments historiques depuis 1925[28].